# NGC 633
NGC 633 je galaksija u zviježđu Kipar.

## Vanjske poveznice
- SEDS: NGC 0633